# Edward Prescott
Edward Christian Prescott (Glens Falls (New York), 26 december 1940 – Paradise Valley (Arizona), 6 november 2022) was een Amerikaanse econoom. Hij won in 2004 samen met Finn Kydland de Prijs van de Zweedse Rijksbank voor economie voor zijn bijdrage aan de dynamische macro-economie.

## Biografie

### Jonge jaren
Prescott werd geboren als de zoon van Mathilde Helwig Prescott en William Clyde Prescott. In 1962 ontving hij een Bachelor in wiskunde van het Swarthmore College, waar hij lid was van het Delta Upsilon-genootschap. In 1963 haalde hij aan de Case Western Reserve University een master, en in 1967 aan de Carnegie Mellon University een Ph.D..

### Academische carrière
Van 1966 tot 1971 gaf Prescott les aan de Universiteit van Pennsylvania. Daarna keerde hij terug naar Carnegie Mellon, waar hij tot 1980 werkzaam was. Van 1980 tot 2003 werkte hij aan de Universiteit van Minnesota.
In 1978 was Prescott gastdocent aan de Universiteit van Chicago, waar hij de titel Ford Foundation Research Professor kreeg. Het jaar erop bezocht hij de Northwestern-universiteit, waar hij tot 1982 regelmatig gastdocent was. Sinds 2003 gaf hij les aan de Arizona State University. In 2004 bezat hij de Maxwell en Mary Pellish-stoel in Economie aan de Universiteit van Californië – Santa Barbara.
Prescott heeft eveneens als econoom gewerkt bij de Federal Reserve Bank of Minneapolis en als professor aan de W.P. Carey School of Business van de Arizona State University. Hij was een belangrijk figuur in de macro-economie.

### Polititieke activiteit
Prescott ondertekende een kritische verklaring tegen het economische plan (de American Recovery and Reinvestment Act of 2009) van de in november 2008 verkozen Amerikaanse president Barack Obama. Deze verklaring was een initiatief van het Cato Institute en werd in januari 2009 gepubliceerd in onder meer The New York Times.

### Overlijden
Prescott leed aan kanker en overleed op 6 november 2022. Hij werd 81 jaar oud.

## Prijzen
- Prijs van de Zweedse Rijksbank voor Economie. (2004)
- Erwin Plein Nemmers Prize in Economics, Northwestern University (2002)
- Fellow, American Academy of Arts and Sciences (1992)
- Fellow, Econometric Society (1980)
- Alexander Henderson Award, Carnegie Mellon (1967)